# ایجمزویل (مریلند)
ایجمزویل (به انگلیسی: Ijamsville) یک منطقهٔ مسکونی در ایالات متحده آمریکا است که در شهرستان فردریک، مریلند واقع شده‌است. ایجمزویل ۱۰۶٫۹۹ متر بالاتر از سطح دریا قرار دارد.